# John Malone

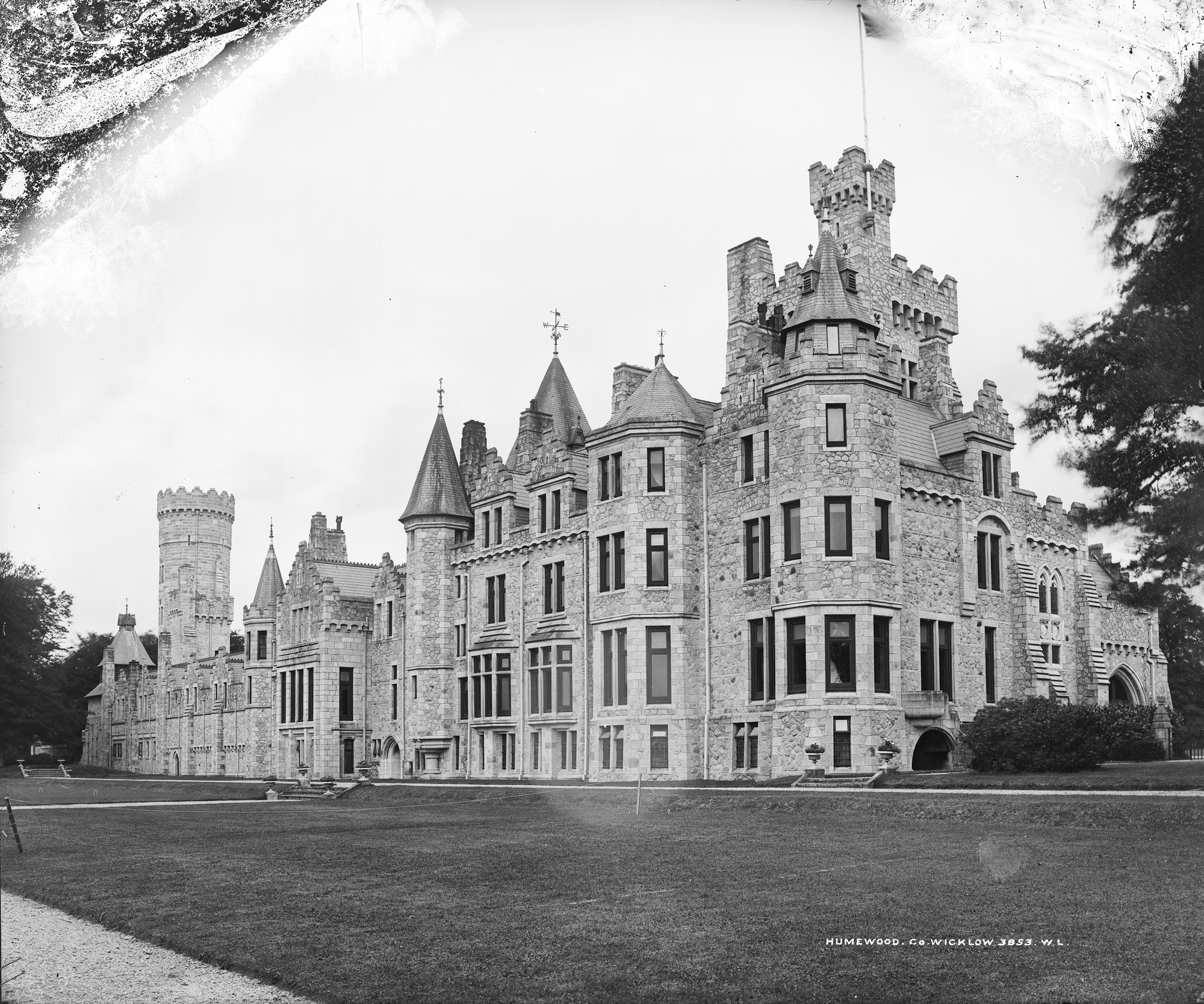
Malone Besitz Humewood Castle

John Carl Malone (* 7. März 1941 in Milford, Connecticut) ist ein US-amerikanischer Unternehmer und Verleger.

## Leben
Malone studierte an der Yale University, der New York University und der Johns Hopkins University. Er hat Abschlüsse in Ökonomie und Elektroingenieurswesen sowie einen Doktorgrad in Operations Research. Von 1973 bis 1996 war Malone Präsident des Kabelfernsehunternehmens Tele-Communications Inc.
Er ist Hauptaktionär des Medienunternehmens Warner Bros. Discovery. Über das Medienunternehmen Liberty Media, dessen Präsident Malone ist, hält er einen Anteil von 32 % am Medienunternehmen News Corporation und von 26 % am Kabelkonzern Charter Communications. Liberty Media erwarb 2017 außerdem die Rechte an der Formel 1. In Deutschland gehörte der Kabelnetzbetreiber Unitymedia bis zum Verkauf an Vodafone zu Liberty Global.
Der nächstgrößte Anteilseigner an der News Corporation ist der saudi-arabische Prinz al-Walid ibn Talal. Seine Kingdom Holding hält 2005 sieben Prozent der Anteile.
Politisch verkehrt Malone in rechten Republikaner-Kreisen, an das Amtseinführungskomitee Donald Trumps spendete er 250.000 US-Dollar. Malone forderte mehrmals, dass der Nachrichtensender CNN, der zum Medienunternehmen Warner Bros. Discovery gehört (dessen Hauptaktionär Malone ist), mehr wie Fox News werde. Der 2022 unter dem damals neuen CNN-Chef Chris Licht begonnene Rechtsruck von CNN wird mit Malone in Verbindung gebracht. Im Juni 2023 trat Chris Licht zurück.
Malone ist verheiratet und hat zwei Kinder. Er wohnt mit seiner Familie in Parker, Colorado. Um 2000 wurde berichtet, dass Malone das Rampenlicht und den glamourösen Lebensstil meidet und seinen Familienurlaub zusammen mit seinem langjährigen Freund Gary Biskup in einem luxuriösen Wohnmobil von der Größe eines Busses macht.

## Vermögen
Nach Angaben des US-amerikanischen Forbes Magazine gehört Malone zu den reichsten US-Amerikanern und ist 2015 auf Platz 162 in The World’s Billionaires gelistet. Sein Vermögen beträgt gemäß Forbes-Liste ca. 9,6 Milliarden US-Dollar (Stand: 2022). Er war als Privatperson mit 930.000 Hektar seit 2011 der größte Privatlandbesitzer in den Vereinigten Staaten und besitzt Land in den Bundesstaaten Maine, Maryland, New Mexico, Colorado und Wyoming, sowie mehrere Anwesen, darunter drei Hotels, Castlemartin House und  Humewood Castle, in Irland. 5 % des Bundesstaates Maine gehören Malone. Seit 1. Oktober 2021 steht er mit 890.700 Hektar an zweiter Stelle des privaten Landbesitzes hinter der kalifornischen Familie Emmerson, Eigentümer von Sierra Pacific Industries (SPI), mit 943.300 Hektar.